# Shut Up and Let Me Go
Shut Up and Let Me Go is een nummer van het Britse duo The Ting Tings uit 2008. Het is de vierde single van hun debuutalbum We Started Nothing.
"Shut Up and Let Me Go" werd een bescheiden hit in Europa en Noord-Amerika. In het Verenigd Koninkrijk haalde het de 6e positie. In Nederland moest het nummer het doen met een 5e positie in de Tipparade, en in de Vlaamse Ultratop 50 met een 31e positie.